# Alfred Schön
Alfred Schön, né le 12 janvier 1962 à Wiesloch, est un footballeur allemand, reconverti entraîneur.

## Biographie
Il remporte la Coupe du monde des moins de 20 ans 1981 avec les moins de 20 ans allemands, inscrivant le but qualificatif pour la finale. Il participe sans jouer aux Jeux olympiques de 1984. La RFA est éliminée au stade des quarts-de-finale.

## Palmarès
- Champion d'Allemagne de D2 en 1983 avec le Waldhof Mannheim